# Pitfalls
Pitfalls è il sesto album in studio del gruppo musicale norvegese Leprous, pubblicato il 25 ottobre 2019 dalla Inside Out Music.

## Tracce
Testi e musiche di Einar Solberg, eccetto dove indicato.
1. Below – 5:52
2. I Lose Hope – 4:44 (testo: Tor Oddmund Suhrke)
3. Observe the Train – 5:07
4. By My Throne – 5:44 (testo: Tor Oddmund Suhrke)
5. Alleviate – 3:42
6. At the Bottom – 7:21 (testo: Tor Oddmund Suhrke)
7. Distant Bells – 7:22 (musica: Simen Børven, Einar Solberg)
8. Foreigner – 3:51
9. The Sky Is Red – 11:21

Tracce bonus nell'edizione limitata
1. Golden Prayers – 4:26 (testo: Tor Oddmund Suhrke)
2. Angel – 6:27 (Massive Attack) – originariamente interpretata dai Massive Attack

## Formazione
Gruppo
- Einar Solberg – voce, tastiera, arrangiamento del coro (traccia 9)
- Tor Oddmund Suhrke – chitarra
- Robin Ognedal – chitarra
- Simen Daniel Lindstad Børven – basso, arrangiamento del coro (traccia 9)
- Baard Kolstad – batteria

Altri musicisti
- Raphael Weinroth-Browne – violoncello
- Chris Baum – violino
- Sonja Lazović – coro (traccia 9)
- Mina Gligorić – coro (traccia 9)
- Biljana Jovanović – coro (traccia 9)
- Katarina Radovanović – coro (traccia 9)
- Strahinja Tričković – coro (traccia 9)
- Bojan Bulatović – coro (traccia 9)
- Mihailo Otašević – coro (traccia 9)
- Marko Pantelić – coro (traccia 9)
- Kaia Lia – arrangiamento del coro (traccia 9)

Produzione
- David Castillo – produzione, registrazione
- Einar Solberg – produzione
- Adam Noble – missaggio
- Robin Schmidt – mastering
- Iñaki Marconi – assistenza alla registrazione
- Linus Corneliusson – montaggio

## Classifiche
| Classifica (2019)         | Posizione massima |
| ------------------------- | ----------------- |
| Austria                   | 61                |
| Belgio (Vallonia)         | 82                |
| Finlandia                 | 17                |
| Francia                   | 120               |
| Germania                  | 36                |
| Italia                    | 98                |
| Spagna                    | 62                |
| Stati Uniti (heatseekers) | 17                |
| Svizzera                  | 46                |